# Lagotis uralensis
Lagotis uralensis är en grobladsväxtart som beskrevs av Boris Konstantinovich Schischkin. Lagotis uralensis ingår i släktet Lagotis och familjen grobladsväxter. Inga underarter finns listade i Catalogue of Life.